# Imma trachyptila
Imma trachyptila är en fjärilsart som beskrevs av Edward Meyrick 1921. Imma trachyptila ingår i släktet Imma och familjen Immidae. Inga underarter finns listade i Catalogue of Life.